# 蒂姆雷维尔
蒂姆雷维尔（法語：Thumeréville，法語發音：[tymʁevil]）是法国默尔特-摩泽尔省的一个市镇，位于该省中北部偏西，属于布里埃区。

## 地理
蒂姆雷维尔（49°12'4"N, 5°47'48"E）面积7.89 平方千米，位于法国大東部大區默尔特-摩泽尔省，该省份为法国东北部内陆省份，是洛林的一部分，北邻比利时、卢森堡，北起顺时针与摩泽尔省、下莱茵省、孚日省和默兹省接壤。
与蒂姆雷维尔接壤的市镇（或旧市镇、城区）包括：阿贝维尔莱孔夫朗、邦库尔、弗莱维尔-利克西耶尔、让德利兹、穆阿维尔、奥莱、奥兹拉耶。

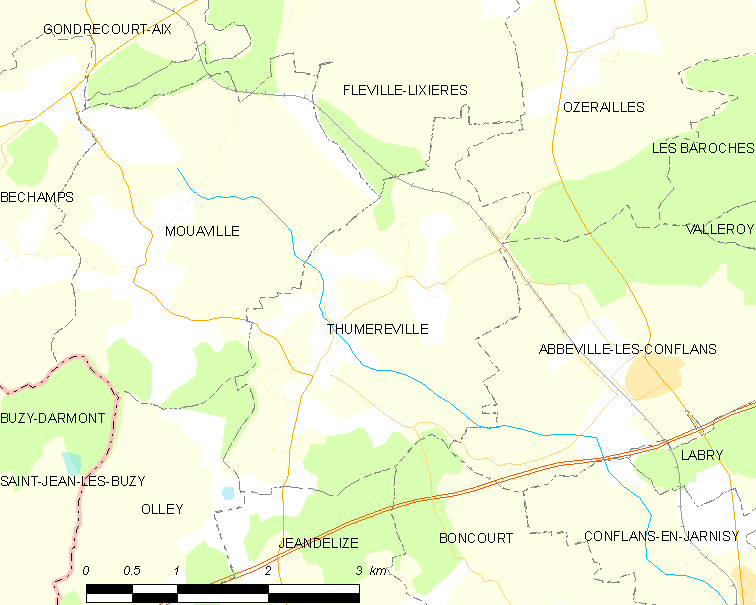
蒂姆雷维尔的OSM定位图

蒂姆雷维尔的时区为UTC+01:00、UTC+02:00（夏令时）。

## 行政
蒂姆雷维尔的邮政编码为54800，INSEE市镇编码为54524。

## 政治
蒂姆雷维尔所属的省级选区为布里埃地区县。

## 人口

1962-2008年间蒂姆雷维尔人口变化图示

蒂姆雷维尔于2022年1月1日时的人口数量为97人。